# Jennifer Holden
Jennifer Holden (24 de octubre de 1936 – 26 de mayo de 2022) fue una actriz estadounidense, conocida principalmente por aparecer en Jailhouse Rock, Buchanan Rides Alone, y Gang War.
Holden trabajaba como modelo antes de hacer su audición en Jailhouse Rock. También trabajó como cantante de rock-and-roll.
Holden murió en Grass Valley, California el 26 de mayo de 2022, a los 85 años.